# نفیسه پورگنجی
نفیسه پورگنجی (زاده ۱۲ تیر ۱۳۷۵ - مشهد) ووشوکار اهل کشور ایران است.
وی در مسابقات مختلفی شرکت کرده است که می‌توان به کسب ۲ مدال برنز مسابقات ووشو جوانان آسیا سال ۲۰۱۱ چین، ۲ مدال نقره مسابقات ووشو جوانان آسیا سال ۲۰۱۳ فیلیپین و مدال برنز بازی‌های همبستگی کشورهای اسلامی ۲۰۱۳ اندونزی در بخش تالو سبک چانگ چوان اشاره کرد.